# Oskar Roth
Oskar „Ossi“ Roth (* 23. Februar 1933 in Heidelberg; † 12. März 2019) war ein deutscher Basketballnational- und Handballspieler sowie Basketball- und Handballtrainer.

## Karriere

### Basketball
Roth begann mit dem Basketball beim Turnerbund Heidelberg, mit dem er 1951, 1952 und 1953 deutscher Meister des Deutschen Basketball Bundes (DBB) wurde. Anschließend wechselte er zum USC Heidelberg, mit dem er von 1957 bis 1962 sechsmal hintereinander die Meisterschaft des DBB gewann – 1962, in der Nachfolge von Trainer Anton Kartak, als Spielertrainer. 
Oskar Roth bestritt 63 Länderspiele für die deutsche Basketballnationalmannschaft, mit der er an den Basketball-Europameisterschaften 1951, 1953, 1955 und 1961 teilnahm. Die Teilnahme an den Olympischen Spielen 1960 in Rom verpasste er durch eine knappe Niederlage im Qualifikationsspiel gegen die DDR.
Als Trainer wurde er 1955 mit den Frauen des USC Heidelberg Vizemeister und gewann 1956 mit der männlichen A-Jugendmannschaft des USC die deutsche Meisterschaft.

### Handball
Neben dem Basketball spielte Roth Handball beim TSV Handschuhsheim. Von dort wechselte er 1959 zur SG Leutershausen, mit der er 1965 und 1966 an der Endrunde um die deutsche Meisterschaft teilnahm und 1966 Vizemeister hinter dem VfL Gummersbach wurde.
Nach dem Ende seiner Spielerkarriere wurde er Trainer beim TSV Birkenau. Mit dem TSV gewann er 1966 die süddeutsche Feldhandballmeisterschaft und qualifizierte sich zudem für die neugegründete Hallenhandball-Bundesliga.

## Auszeichnung
Am 4. November 1951 wurde der spätere Rekordnationalspieler vom Präsidenten des DBB, Siegfried Reiner, als Mitglied des Männerteams des TB Heidelberg, mit dem vom Bundespräsidenten verliehenen Silbernen Lorbeerblatt ausgezeichnet.

## Sonstiges
Oskar Roth war Sportlehrer am Mannheimer Johann-Sebastian-Bach-Gymnasium. Seine Zwillingssöhne Michael und Ulrich sind ehemalige  Handballnationalspieler.